# Fulgora

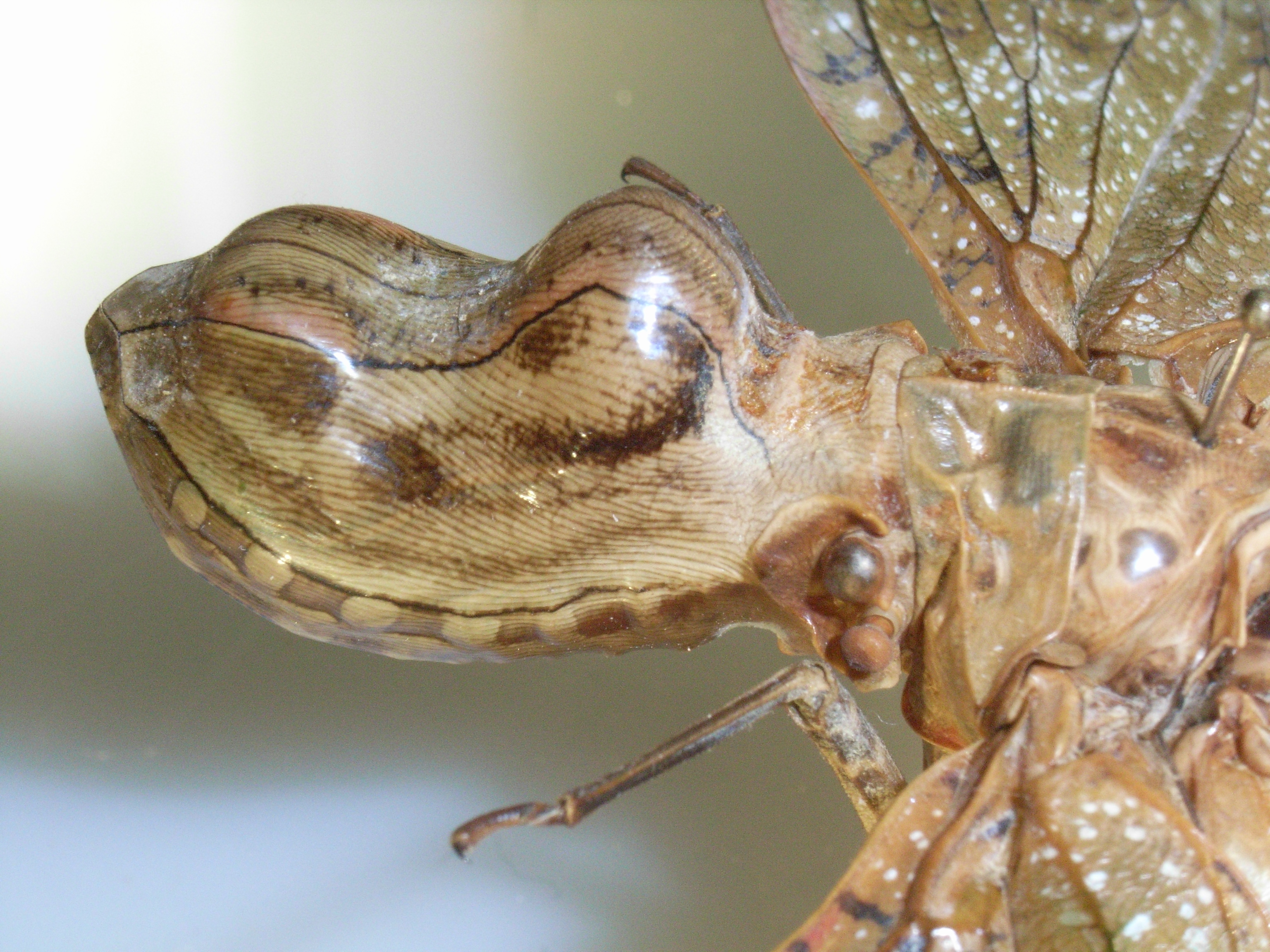
Голова Fulgora laternaria

Fulgora (лат.) — род полужесткокрылых насекомых из семейства фонарниц (Fulgoridae). Около 10 видов.

## Распространение
Неотропика: Южная и Центральная Америка.

## Описание
Крупные виды, отличающиеся необычной формой головы и окраской крыльев. Длина тела 65 — 105 мм, основная окраска желтовато-коричневая с чёрными и белыми отметинами. Голова с крупными выпуклостями, напоминающими по форме арахис, голову крокодила или змеи с ложными глазами. Восьмой и девятый абдоминальные тергиты самок примерно равны по длине. Имеют множество местных названий, особенно в Амазонии (lantern fly, peanut bug, peanut-headed lanternfly, alligator bug, machaca, jequitiranaboia).

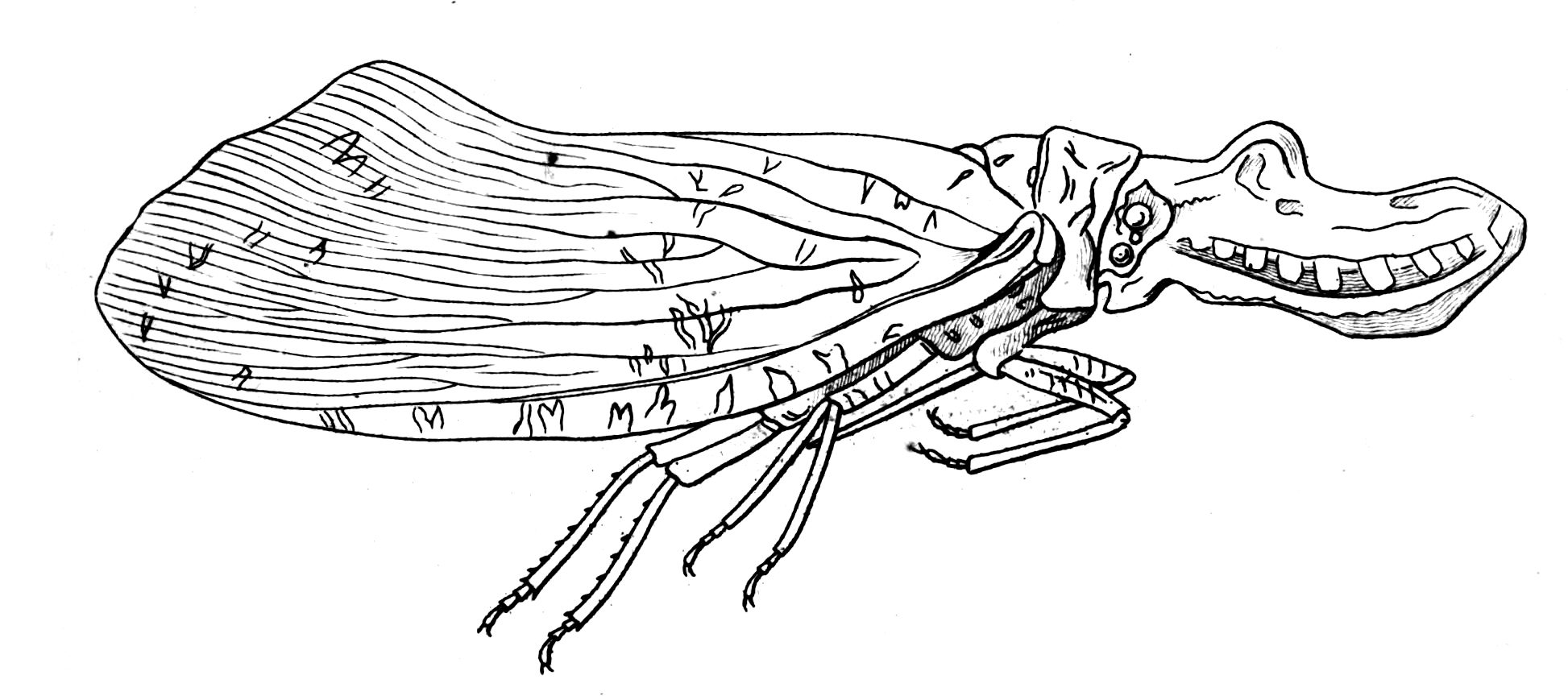
Вид сбоку Fulgora castresii
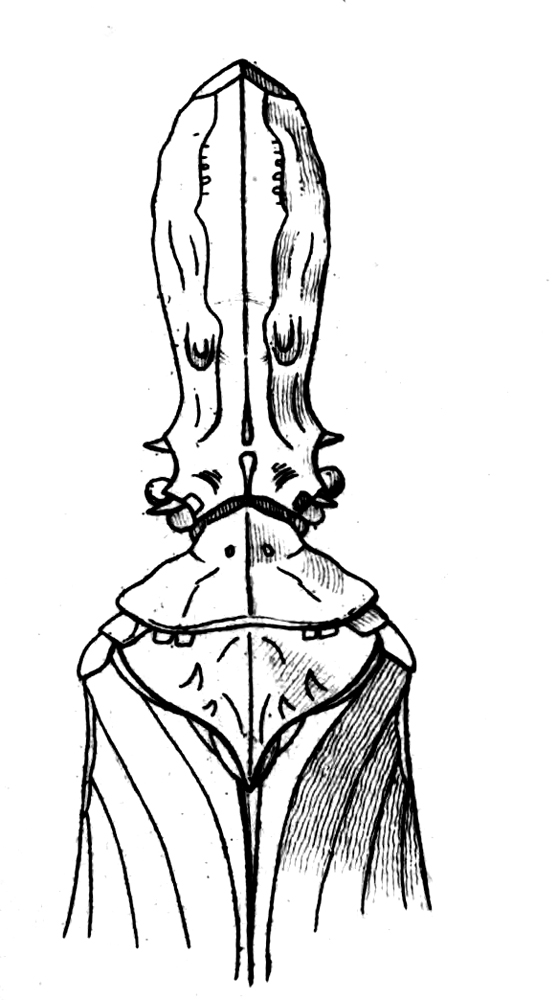
Вид сверху Fulgora castresii

## Классификация
Около 10 видов.
- Fulgora castresii Guérin-Méneville, 1837
- Fulgora cearensis (Fonseca, 1932) (=Laternaria cearensis)
- Fulgora crocodilia Brailovsky & Beutelspacher, 1978[2]
- Fulgora graciliceps Blanchard, 1849 (= Fulgora orthocephala, Laternaria orthocephala)
- Fulgora lampetis Burmeister, 1845 (= Fulgora caerulescens)
- Fulgora laternaria (Linnaeus, 1758) (= Cicada laternaria) typus[3]
- Fulgora lucifera Germar, 1821
- Fulgora riograndensis (Fonseca, 1926)
- Fulgora servillei Spinola, 1839

Вид Fulgora nigripennis Chou & Wang in Chou et al., 1985 перенесён в состав рода Pyrops (Pyrops nigripennis)